# Empathy
Empathy (englisch für Empathie, Einfühlungsvermögen) ist ein freier Instant-Messaging-Client. Daneben ist es ein GUI-Toolkit mit einer Reihe wiederverwendbarer Benutzeroberflächenelemente für die Realisierung von Instant-Messaging-Funktionalitäten in Programmen. Empathy wird als Teil des Telepathy-Projektes entwickelt. Er ist der offizielle Instant-Messaging-Client des Gnome-Projekts. Die weitere Entwicklung ist eingestellt.

## Funktionen
Empathy bietet als Toolkit Elemente für das Bearbeiten von Benutzerkonten, Kontaktlisten, Privat- und Gruppenchats, das Betrachten von Gesprächsprotokollen und einige andere Funktionen. Es baut auf GTK auf und integriert sich in Nokias Kontenverwaltungssystem Mission Control und Systemdiensten wie dem NetworkManager.
Als Teil der Referenzimplementierung des von freedesktop.org spezifizierten Telepathy stellt es den Client dar, der im Kern aus der Programmbibliothek libempathy besteht. Er nutzt die Benutzeroberfläche von Gossip und andere Teile der Telepathy-Referenzimplementierung, die Verbindungsmanager, um mit verschiedenen Instant-Messaging-Netzwerken zu kommunizieren. Mit Empathy ist keine Form fortschrittlicher Ende-zu-Ende-Verschlüsselung möglich, wie sie viele andere Messenger mittels Off-the-Record Messaging (OTR) ermöglichen. Dagegen ist er neben Pidgin, Gajim und Jitsi einer der wenigen Clients, der Video- und Audio-Chat über das XMPP-Protokoll unterstützt.
Empathy löste in Ubuntu 9.10 den Messenger-Client Pidgin als Standard-IM-Programm ab (Pidgin wird aber weiterhin für Ubuntu paketiert und kann über die Paketquellen nachinstalliert werden).

## Unterstützte Protokolle
- AIM
- Gadu-Gadu
- GroupWise
- ICQ
- IRC
- MSN Messenger
- MXit
- Myspace
- Personen in der Nähe (bei anderen Programmen bekannt als „Bonjour“ bzw. „Zeroconf“)
- Sametime
- SILC
- SIMPLE
- SIP
- Tencent QQ
- XMPP (Jabber)
- Yahoo Messenger
- Zephyr

(Quelle:)